# Tara Tira
Tara Kathleen Tira (* 9. September 1985) ist eine US-amerikanische Wasserspringerin.
Beim erstmals für Frauen ausgetragenen Red Bull Cliff Diving im italienischen Malcesine wurde sie im Juli 2013 Dritte. Zwei Wochen später erreichte sie bei den Schwimmweltmeisterschaften 2013 in Barcelona im neu eingeführten 20-Meter-Klippenspringen den fünften Platz.